# Daniel Alomía Robles

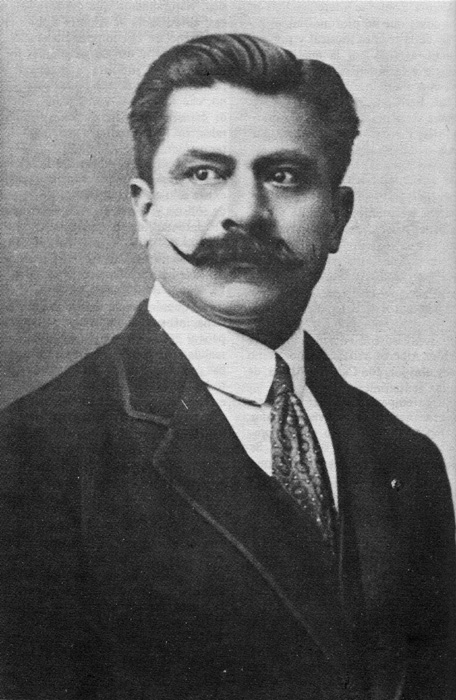
Daniel Alomía Robles

Daniel Alomía Robles (* 3. Januar 1871 in Huánuco, Peru; † 18. Juni 1942, Lima) war ein peruanischer Musikwissenschaftler und Komponist von Opern und Zarzuelas.
Bekannt ist er insbesondere als Komponist der Zarzuela El cóndor pasa aus dem Jahr 1913, die 2004 zum „Patrimonio cultural de la nación“ (d. h. zum „kulturellen Erbe der Nation“) erklärt wurde, und hier wiederum insbesondere für das gleichnamige, auf traditionellen Anden-Melodien beruhende Titellied. Simon and Garfunkel spielten eine sehr erfolgreiche Coverversion des Liedes unter dem Titel El Condor Pasa (If I Could) auf ihrem Album Bridge over Troubled Water von 1970 ein.

## Leben
Daniel Alomía Robles war der Sohn von Marcial Alomía und Micaela Robles. Sein Vater war ein Einwanderer französischer Herkunft und seine Mutter war Peruanerin. Als er 13 Jahre alt wurde (1884), schickte ihn seine Mutter nach Lima zu seinem Onkel Antonio Robles. Er besuchte die Sekundarschule am Colegio Nuestra Señora de Guadalupe. Auf Anraten seines Onkels und Wohltäters begann er mit dem Zeichnen, Malen und der Bildhauerei - Künste, die er später aufgab, um sich der Musik und dem Gesang zu widmen, seiner angeborenen Berufung.
Im Jahr 1887, in seinen frühen Jugendjahren, lernte er Maestro Manuel de la Cruz Panizo (Negro Liberto) kennen, einen Komponisten und Sänger religiöser Musik, der in mehreren Kirchen und Klöstern in Lima tätig war. Er unterrichtete ihn in Solfeggio und Chorgesang. Nach Panizos Tod (30. Mai 1889) setzte er seine musikalische Ausbildung bei Claudio Rebagliati, einem italienischen Musiker, fort. Rebagliati hatte die peruanische Nationalhymne arrangiert und orchestriert.
Als es an der Zeit war, seine beruflichen Studien fortzusetzen, entschied sich Daniel Alomía Robles für ein Studium an der San Fernando School of Medicine der Universidad Nacional Mayor de San Marcos. Auf einer seiner Studienreisen nach Matucana begann er, sich für die Heilung von Seitenfleckleguanen mit Kräutern aus den Bergen zu interessieren und beschloss, in den Dschungel zu reisen, um sie zu studieren, und kam nach San Luis de Shuaro (Chanchamayo). In diesem Dorf traf er den spanischen Franziskanerpater José Gabriel Sala, der ihn an sein Ziel führte. Er schenkte ihm zwei Musikstücke der Asháninka-Volksgruppe (Dos cantos Campas), die ersten beiden in seiner Musiksammlung. Dann brach er das Medizinstudium ab, um sich ganz der Musik zu widmen: Komposition, Arrangements von Themen und Motiven der Anden, einem Erbe der Inka-Vergangenheit.
Seit seinem 24. Lebensjahr war er ein unermüdlicher Reisender, der auf eigene Kosten durch das tiefe Peru reiste. Er ging in die schroffsten Gegenden des Hochlandes. Er sammelt traditionelle Lieder und volkstümliche Musik, die die Melodien der Vorfahren und Legenden aus der Inka- und Kolonialzeit einfangen. Er sammelt Musikinstrumente und Keramiken aus den präkolumbianischen Kulturen Perus.
Alomía Robles heiratete die kubanische Pianistin Sebastiana Godoy Agostini, mit der er zehn Kinder hatte. Als Sebastiana an Krebs starb, heiratete er seine Schwägerin, Carmela Godoy Agostini. Er hatte zwei weitere Kinder mit ihr, die peruanischen Filmemacher Armando Robles Godoy und Mario Robles Godoy. Auch seine Enkelin, die Journalistin Marcela Robles, Tochter von Armando, erlangte breite Bekanntheit in Peru. Im Jahr 1905 war Alomía Robles Bürgermeister der Stadt Huacho.
1910 stellte ihn Pater Alberto Villalba Muñoz an der Universität von San Marcos als den Verfasser der pentaphonischen Skala der Andenmusik vor - neben Castro und Alviña. Das unterscheidet sie von der heptaphonischen Tonleiter der westlichen Musik. Im Jahr 1917 reiste er nach New York, mit Zwischenstopps in Ecuador und Kuba. Die Plattenfirmen „RCA Victor“ und „Brunswick“ nahmen ihre Hauptwerke auf 24 Schallplatten auf. Nach einem langen Aufenthalt in New York kehrte er am 16. Juni 1933 in sein Heimatland zurück. Der Komponist Rodolfo Holzmann hat einen Katalog mit 1056 Werken zusammengestellt, darunter finden sich auch Kompositionen und Kompilationen von Alomía Robles’ Werken.
Verschiedene Institutionen und Persönlichkeiten der amerikanischen Kunstwelt zeigten großes Interesse an seinem Werk: Peter H. Goldsmith, Direktor der Interamerikanischen Abteilung der American Association for International Conciliation; der Komponist Edwin Franko Goldman, Leiter der gleichnamigen Band; die Carnegie- und die Guggenheim-Stiftung; die Columbia- und die Yale-Universität; die Panamerikanische Union in Washington und der amerikanische Präsident Harding, der ihm vorschlug, seine Oper Illa Cori bei den großen Eröffnungsfeierlichkeiten des Panamakanals 1914 uraufzuführen. Leider wurde das Projekt durch den Ausbruch des Ersten Weltkriegs (1914–1918) vereitelt. Zu seinen bekanntesten Werken gehören: Die Zarzuela „El Condor Pasa“, „Himno al Sol“, die symphonische Dichtung „El resurgimiento de Los Andes“ und die Oper „Illa Cori“.
Er ließ sich in Lima nieder. Er wurde mehrfach geehrt und zum Leiter der Abteilung für Schöne Künste des Bildungsministerium von Lima ernannt. Zahlreiche seiner Werke wurden vom Nationalen Symphonieorchester unter der Leitung seines damaligen Dirigenten Theo Buchwald uraufgeführt.

## Tod
Er starb am 17. Juli 1942 im Alter von 71 Jahren in Chosica, 30 km östlich des Stadtzentrums von Lima, an einer Blutvergiftung. Er hinterließ mehrere unvollendete Kompositionen und ein Forschungsprojekt, das er gemeinsam mit dem Komponisten Theodoro Valcárcel aus Puno, einem Künstler, der ebenfalls aus den Anden stammte, initiiert hatte.